# Amore di zingara (film 1952)
Amore di zingara (La hermana San Sulpicio) è un film del 1952 diretto da Luis Lucia.